# Maranta arundinacea
El arrurruz, maranta, sagú o planta obediente (Maranta arundinacea) es una especie herbácea, de no confundirse con especies de Sagittaria, las cuales también presentan raíces comestibles.
Esta especie se naturalizó en Florida, y es muy cultivada en las Antillas (Jamaica y San Vicente y las Granadinas), Australia, Sudeste asiático, y el sur y el este de África. Debido a esto, Napoleón supuso que la razón real para que los británicos amaran la maranta, era por sus colonias.

## Descripción
Tiene tallos aéreos delgados, ramificados, que pueden alcanzar 1 m de altura y tallos subterráneos (rizomas) escamosos y horizontales. Tiene hojas alternas en la base y a lo largo de los tallos aéreos, de 6 a 25 cm de longitud por 3 a 10 cm de ancho, con peciolos envainadores y lámina generalmente aovada. Flores discretas, en pares, dispuestas en racimos en el extremo de los tallos.

## Cultivo y preparación
Las raíces se extraen de plantas de cerca de 25 años. Así, llegan a tener cerca de 23 % de almidón. Los rizomas se lavan, luego se enjuagan, se vuelven a lavar y a secar y, finalmente, se reducen a pulpa en morteros o con trituradoras mecánicas. El líquido lechoso obtenido de la molienda se pasa a través de una tela gruesa que actúa como tamiz, donde queda retenido un mucílago de almidón de baja proteína, hierro y fósforo, que al secarse se transforma en un polvo insoluble. El secado se logra por exposición al sol o en secaderos.
La maranta fue muy adulterada en el pasado con almidón de papa u otras sustancias similares. El producto genuino es un polvo liviano blanco, inodoro cuando seco, pero que emite un aroma peculiar al mezclarlo con agua hirviendo, y cocido es un perfecto jarabe, muy consistente, a diferencia de los productos adulterados al mezclarlo con harina de papa u otros almidones de bajo valor por contener polisacáridos de tamaño de gránulos grandes. Mucho del almidón vendido hoy como Maranta es realmente harina de mandioca, sin las propiedades nutritivas y de gelificación de la primera. La harina kudzu también se describe como Maranta.
Se usa en dieta humana en la forma de bizcochos, puddings, mermeladas y tortas,  y también con bovril, leche, en la cocina coreana, o hervido con algo de harina de trigo, como un alimento fácilmente digerible para niños y personas con restricciones dietéticas.

## Historia
Estudios arqueológicos en América evidencian el cultivo de Maranta arundinacea hace 7 milenios atrás. Su nombre proviene de los nativos caribeños Arawak, quienes la denominaban aru-aru (comida de comidas).
En los días del papel carbónico, debido a su fino grano, fue muy usado como ingrediente. Después de conseguir la separación económica por centrifugación para separar la harina de trigo fue abandonado el almidón de Maranta, perdiendo importancia en esta industria.